# اسکاموکاوا (واشینگتن)
اسکاموکاوا (به انگلیسی: Skamokawa) یک منطقهٔ مسکونی در ایالات متحده آمریکا است که در شهرستان واهکیکوم، واشینگتن واقع شده‌است. اسکاموکاوا ۴۴۹ نفر جمعیت دارد و ۹ متر بالاتر از سطح دریا واقع شده‌است.